# Simfonia núm. 2 (Bernstein)
La Simfonia núm. 2, The Age of Anxiety, per a piano i orquestra, és una simfonia composta per Leonard Bernstein entre 1948 i 1949 als Estats Units i Israel i revisada el 1965. Porta el títol del poema homònim de WH Auden i està dedicada a Serge Koussevitzky.

## Història
Es diu que un amic li va donar a Bernstein la idea d'escriure música basada en The Age of Anxiety en una carta:
Què en penses de la idea de l'Ansietat? Hi ha tanta subtilitat musical en aquesta idea, amb els diversos ritmes provocats pels diferents camins que prenen les parelles i els seus mitjans de transport diferents, sense parlar dels estats d'ànim i la separació que es converteix en Unitat sota els efectes de l'alcohol o els impulsos libido. Has mencionat que seria un bon material per a ballet, sí, però jo crec que primer hauria de ser compost com a música independent per protegir-la de ser una música de programa massa evident. I després, si un coreògraf astut pot posar en pràctica la composició musical amb l'afegit de la qualitat que la bona música pot aportar als temes i al material, perfecte. Prefereixo tenir 'això' a la sala de concerts, on pot ser menys manipulat que a l'escola de ballet on molts talents diferents el tractarien. És una cosa massa bona per a moltes mans.
Quan va començar a escriure la peça, Bernstein va afirmar que el poema d'Auden era "un dels exemples més destrossadors de pur virtuosisme de la història de la poesia anglesa" i que una "composició d'una simfonia basada en The Age of Anxiety va adquirir una qualitat gairebé compulsiva". Després que "The Age of Anxiety" d'Auden guanyés el premi Pulitzer el 1948, Bernstein ho va elogiar, dient: "Quan vaig llegir el llibre per primera vegada em vaig quedar sense alè". Bernstein va treballar en la composició "a Taos, Filadèlfia, Richmond, Massachusetts, a Tel-Aviv, als avions, als vestíbuls d'hotels..." Encara que s'anomena simfonia, "The Age of Anxiety" no segueix la forma simfònica tradicional: en comptes d'una obra convencional de quatre moviments, exclusivament orquestral, Bernstein la va escriure per a piano sol i orquestra, i va dividir la peça en sis subseccions, reflectint el text d'Auden, dividides a parts iguals en dues parts que s'executen sense pausa. Va completar la peça el 20 de març de 1949 a la ciutat de Nova York. Insatisfet amb el final de la composició, Bernstein la va revisar el 1965. El treball va ser dedicat i encarregat per Serge Koussevitzky que es preparava per acabar els seus 25 anys de carrera dirigint l'Orquestra Simfònica de Boston.